# Malpighia substrigosa
Malpighia substrigosa är en tvåhjärtbladig växtart som beskrevs av F. K. Meyer. Malpighia substrigosa ingår i släktet Malpighia och familjen Malpighiaceae. Inga underarter finns listade i Catalogue of Life.